# Wik
 (avril 2023).
Si vous disposez d'ouvrages ou d'articles de référence ou si vous connaissez des sites web de qualité traitant du thème abordé ici, merci de compléter l'article en donnant les références utiles à sa vérifiabilité et en les liant à la section « Notes et références ».
wik est un magazine gratuit d’informations présent dans 11 villes de France. Il est né du regroupement de trois éditeurs indépendants :
- Médias Côte Ouest à Nantes, dirigé par Patrick Thibault, également éditeur de Kostar (à Nantes wik se nommait auparavant Pil’) ;
- BKN Éditeur à Strasbourg, dirigé par Vincent Nebois, également éditeur de Poly (en Alsace, wik se nommait auparavant Repères) ;
- Proxi’Com à Lyon, dirigé par Pierre-Yves Gas (anciennement éditeur de Clin d’Œil).

## Les éditionswikhebdos
Les éditions wik Lyon, wik Nantes, wik Rennes et wik Strasbourg traitent l’actualité cinéma (horaires, résumés des films, critiques de films), culture (théâtre, concerts, expos) et loisirs de leur agglomération dans un format A5 de 24 ou 32 pages.

## Les éditionswikmensuelles
Une édition mensuelle de wik  regroupe l'ensemble de l'actualité cinéma à venir dans un format A5, sur 24 ou 32 pages. Cette édition mensuelle est diffusée à Bordeaux, Lille, Marseille, Metz, Montpellier, Nancy, Rennes et Toulouse.

## Contenu
wik hebdo se décompose en 4 rubriques :
- scène : théâtre, musique, cirque, humoristes… des scènes nationales aux locales ;
- expos : musées, galeries d’art, ateliers d’artistes, biennales d’art…
- cinéma : horaires des films, critiques de films, interviews d’acteurs et de réalisateurs, synopsis des films à l’affiche et coups de cœur de la rédaction pour aiguiller les lecteurs amateurs de salles obscures ;
- loisirs : sorties originales en famille ou entre amis, wik donne chaque semaine des idées d’activités sportives ou de loisirs.

Dans chaque rubrique, on trouve un agenda complet pour la période, des zooms et des articles. Chaque semaine en outre, le titre s’ouvre par un éditorial. 

## Internet
wik est aussi un bi-média. Un portail internet unique permet d’accéder au site de chaque ville. Les internautes y retrouvent l’ensemble des articles parus dans l’édition papier, peuvent réagir au contenu, mais consultent aussi l’exhaustivité des informations culturelles locales. Un moteur de recherche intuitif et ergonomique permet de trouver aisément les diverses manifestations et événements régionaux. On y trouve aussi des vidéos (bandes-annonces de films), des sondages et des jeux-concours, tous en relation avec l’actualité. Des places de cinéma pour des avant-premières sont ainsi très régulièrement proposées.